# Bartje zoekt het geluk
Bartje zoekt het geluk is een boek uit 1940 van de Drentse schrijver van streekromans Anne de Vries. Het boek is het vervolg op het succesvolle boek Bartje, waarin de hoofdpersoon Bartje Bartels gedurende zijn jeugd wordt gevolgd.

## Inhoud
In Bartje zoekt het geluk ontmoeten we een oudere Bartje Bartels, die het huis uit gaat na de dood van zijn moeder en een aanstelling weet te krijgen als boerenknecht bij een boerenechtpaar. Het boek, geschreven in de stijl van een streekroman, volgt Bartje Bartels als jongen die opgroeit en een man wordt. Zo moet hij omgaan met de dood van zijn vader, de zorg voor zijn familie, zijn eerste liefde, vriendschappen en het geloof.
Bartje zoekt het geluk in eerste instantie in de vorm van financiële rijkdom maar ontdekt dat geestelijke rijkdom, geloof en liefde belangrijker zijn en hem meer geluk brengen. Uiteindelijk verlaat Bartje zijn rijke vriendin voor een arm meisje dat zijn ware liefde is, en hij gaat samen met haar in een armenwoning wonen. De geit, die hij van zijn vrienden kreeg (voor degene van de vriendengroep die als eerste zou trouwen) draagt hij voor haar over de brug bij hun huis. 'Bartje' is 'Bart' geworden en gaat een stralende toekomst tegemoet.